# محمدنادر عالمی
محمدنادر عالمی (۱۳۳۴ – آبان ۱۴۰۰) روان‌پزشک اهل افغانستان بود که در ۲۹ شهریور ۱۴۰۰ در منطقه نوآباد شهر مزار شریف ربوده شد و مدتی بعد به قتل رسید. او بیش از چهل سال به روان‌درمانی مشغول بود.

## پیشه پزشکی
نادر عالمی، روانپزشک سرشناس در مرکز درمان بیماریهای روانی و عصبی عالمی در مزار شریف در شمال افغانستان بود. او که به زبان پشتو آشنایی داشت نخستین کسی بود که درمان بیماران طالبان می‌پرداخت.

## ربایش و قتل
در در ۲۹ شهریور ۱۴۰۰ در مزار شریف توسط شش-هفت فرد مسلح سوار بر یک موتر هایلکس نادر عالمی را به زور با خود بردند و سپس درخواست پول کردند. دو ماه بعد با اینکه خانواده وی پول را پرداخت کردند آدم‌ربایان ۲۴ ساعت بعد، او را کشتند. نتیجه کالبدشکافی نشان داد که نادر عالمی در این مدت تحت شکنجه دائمی بوده و با ضربه محکم مغزی کشته شده است.